# Novela (literatura)
Novela (italsky novinka) je epický žánr kratšího nebo středního rozsahu, podobně jako povídka, s níž se někdy zaměňuje. Od povídky a od románu se liší tím, že se soustředí na jeden jednoduchý, ale poutavý a nápaditý příběh. Tomu se věnuje dramaticky, sevřeně, stupňuje ho až do překvapivého dějového zvratu (tzv. bod obratu), který je základem kompozice novely, a do závěrečné pointy.
Přes kořeny ve starší (antické i mimoevropské) tradici je za zakladatele žánru i označení pokládán italský renesanční spisovatel Giovanni Boccaccio, autor sbírky sta novel (z dnešního pohledu ve sbírce převažují spíše povídky), nazvané Dekameron. Toto dílo bylo mimořádně vlivné a významné, a termín i forma se proto brzy rozšířily (dalším významným renesančním dílem je sbírka Příkladných novel Miguela Cervantese či Canterburské povídky Geoffreyho Chaucera). Po skončení renesance nastal v žánru výrazný útlum. Novela se do centra dění znovu dostává v preromantismu (Chateaubriand – Atala), a romantismu (Puškin – Kapitánská dcerka), realismu (Guy de Maupassant – Miláček), i v literatuře dvacátého století (Stefan Zweig, Ernest Hemingway, Alexandr Solženicyn).
K vrcholným česky psaným novelám patří novoklasicistní Krysař Viktora Dyka či prózy Arnošta Lustiga.